# X16SZ
Az X16SZ az Opel cég által 1993-2000-ig gyártott motor.

## Technikai adatok
- Felépítés: OHC soros négyhengeres
- Lökettérfogat: 1,6l / 1598 cm³
- Furat: 79 mm
- Lökethossz: 81,5 mm
- Vezérműtengely meghajtás: Bordásszíj
- Vezérműtengely nyitási szög: 254°
- Szelepek száma: 8
- Teljesítmény: 55 kW (75 lóerő) 5000 1/min fordulatnál
- Nyomaték: 128 Nm 2800 1/min. fordulatnál
- Kompresszióviszony: 10,0:1
- Károsanyag-kibocsátás: teljesíti a EG96 (D3)szabványt
- Katalizátor: szabályozott
- Motorvezérlés: Multec-SZ
- Hajtás: F13

## Motorjelölések
- X = D3 Károsanyag-kibocsátás
- 16 = Lökettérfogat 100 cm³-ben
- S = Kompresszió érték 9,5:1 és 10:1 között
- Z = Központi befecskendezés

## Tartósság
Futásteljesítmény példa: Opel Astra X16SZ motorral: 565 316 km
Igen robusztus motor. Ennek oka, a motorblokk, melyet módosítás nélkül alkalmaztak nagyobb teljesítményű motorvariációk esetében is. Példa erre a C16SE motor, mely a központi befecskendezés (single point injection, Multec) helyett hengerenkénti (multi point injection, Multec-M) befecskendezéssel került gyártásra. Teljesítménye 74 Kw (101 LE), ez által nagyobb igénybevételnek teszi ki a motort. X16SZ motor esetében a kisebb mechanikai és termikus igénybevétel következménye a hosszabb élettartam.

## Történet
A X16SZ motort az Astra F és Vectra A modellekbe építették.
De találkozhatunk ezzel a motorral, C16NZ jelöléssel, de rosszabb károsanyag-kibocsátási (Euro 2), azonban jobb teljesítmény (55 KW) mutatókkal.
Különbség: központi befecskendezés és EZF-i gyújtás.
- 75 LE 5200 ford./perc
- 125 Nm 3200 ford./perc

A 75 LE-s kivitelt tartják a legjobb választásnak. Mellette szól a már említett tartósság ("túlméretezett" blokk, hosszú váltó [110 km/h~2500 ford./perc]), kedvező fogyasztás, olcsó fenntartás (+kedvező geometriai méretek: az 1.6-os Opel motorok még mindig 79×81,5 mm furat×löket arányúak), amiknek köszönhetően egyáltalán nem ritkák a >400 000 km-t futottak.
A hosszú életű motor egyik alapfeltétele a jó blokk, ami itt megvan, köszönhetően a jó minőségű anyagnak. (mert valójában a 79×81,5 mm-s furat-löket arány nem a legjobb, hiszen ~14,12 a dugattyú-középsebesség, ami egy kicsit sok.)

A legjobb motorok az F-s Astrához:
- 1.6i (75 LE) -igazi kilométer-bajnok
- 1.6i Eco (71 LE) -jó motor, de elsősorban csak a lelkiismeretünk miatt
- 1.6 Si(100 LE) - ez már hengerenkénti befecskendezéses ezért magasabb a teljesítménye. Tartóssága szintén jó csak igen ritka mert inkább az 1.4-es változat jött Magyarországra. (1.4 Si jelölés.)
- 1.8i (90 LE) - az 1.6 -os motorhoz hasonlóan nagyon tartós csak F Astrában viszonylag ritka.
- 1.7 TD (82 LE) - gazdaságos és szintén tartós motor.

## 1987
1987-től a Kadett E, az Ascona C, valamint a Corsa A modellek esetében is.
Az X16SZ motor 3 Nm-rel magasabb nyomatékkal (128 Nm 125 NM helyett a C16NZ motornál) rendelkezik. Ennek eredményeként a gyorsulás 15 mp/sec-ról 14 mp/sec-re csökkent. A maximális sebesség az Astra esetében 170 km/h, a Vectránál 173 km/h.

## Gyártás
A motor 1993 és 1996 között került gyártásra, azzal a céllal, hogy a károsanyag-kibocsátást csökkentsék.
A motor továbbfejlesztett változata található a X16SZR (55KW) jelöléssel a Vectra B, Corsa B, és Astra G típusokban.
Ennek gyártását a nagyobb károsanyag-kibocsátási követelmények miatt, 1999-ben fejezték be, mivel a központi befecskendezéssel a szigorúbb normák már nem voltak teljesíthetőek.

## Továbbfejlesztés
2000 októberében bevezették a Z16SE motort, mely még mindig ugyan azzal a blokkal rendelkezett. Ezt a motort már hengerenkénti befecskendezővel szerelték, ezzel teljesítve a D4-es károsanyag-kibocsátási előírásokat. A teljesítmény 62 KW-ra (84 LE) nőtt. Az Astra G, Meriva és Combo/Combo Tour modellekbe építették.

## Teljesítménynövelések
A X16SZ illetve a X16SZR motorokhoz neves tuningműhelyek kínáltak tuning-csomagokat, melyek a teljesítményt tovább növelték. A csomag kívánság szerint sportszűrőt, vezérműtengelyt, kovácsolt dugókat vagy komplett motorokat tartalmazott.